# Wilhelm II (biskup lubuski)
Wilhelm II (zm. 28 października 1284, Norymberga) – duchowny katolicki, biskup lubuski.
Pochodzenie Wilhelma pozostaje nieznane, hipotetycznie mógł wywodzić się ze Śląska, być może brat Immy (alternatywnie był nim Wilhelm I z Nysy). Był kanonikiem kapituły katedry w Lubuszu, który został obrany biskupem lubuskim jeszcze przed 18 lutego 1274, ze względu jednak na  nieuznanie wyboru (postulacji) z powodu defectus ordinum elekta przez papieża Grzegorza X (7 kwietnia 1275) początek rządów w diecezji jest datowany (po powtórnym wyborze przez kapitułę) na 1275 (dowodnie ordynariuszem diecezji był 21 marca 1276). Pozostawał w sporze z arcybiskupem magdeburskim Konradem II (komisja w celu jego rozsądzenia obradowała w Magdeburgu 21 marca 1276; jednym z jej członków był późniejszy następca Wilhelma II na stolcu biskupim – Konrad). Utrzymywał bliskie kontakty z Polską i jej organizacją kościelną (szczególnie ze Śląskiem), w mniejszym stopniu z Brandenburgią, choć stopniowo (począwszy od uzyskania 21 marca 1276 przez arcybiskupów magdeburskich prawa mianowania prepozyta kapituły lubuskiej) zależność od niemieckich władztw terytorialnych się zwiększała, także ze względu na przeniesienie siedziby biskupstwa do Górzycy. Biskup dokonał 23 kwietnia 1280 konsekracji związanego z templariuszami kościoła Wszystkich Świętych w Chwarszczanach wraz z tamtejszym ołtarzem, a w 1282 odbył podróż na Śląsk. Zmarł 28 października 1284 podczas pobytu w Norymberdze (być może związanego z działaniami dotyczącymi sporu biskupa wrocławskiego Tomasza II z księciem wrocławskim Henrykiem IV Probusem), w tamtejszym klasztorze św. Idziego (jako jego benefaktor) został pochowany.